# 64th Street: A Detective Story
64th Street: A Detective Story è un videogioco arcade pubblicato nel 1991 da Jaleco. Nel 2011 è stata realizzata una conversione per iOS da parte di DotEmu.

## Trama
Il detective Rick Anderson e il suo assistente Allen Tombs devono salvare la figlia di un milionario rapita da una organizzazione criminale denominata Legacy.

## Modalità di gioco
64th Street è un picchiaduro a scorrimento orizzontale simile a Final Fight. La grafica del gioco ricorda Avenging Spirit.